# (9674) Slovenija
(9674) Slovenija es un asteroide que forma parte del cinturón de asteroides y fue descubierto el 23 de agosto de 1998 por el equipo del Observatorio de Črni Vrh desde el observatorio homónimo, cerca de Idrija, Eslovenia.

## Designación y nombre
Slovenija fue designado al principio como 1998 QU15.
Más tarde, en 1999, se nombró por el estado centroeuropeo de Eslovenia, lugar de descubrimiento del asteroide.

## Características orbitales
Slovenija orbita a una distancia media de 2,568 ua del Sol, pudiendo acercarse hasta 2,237 ua y alejarse hasta 2,9 ua. Tiene una excentricidad de 0,1291 y una inclinación orbital de 8,48 grados. Emplea 1503 días en completar una órbita alrededor del Sol. El movimiento de Slovenija sobre el fondo estelar es de 0,2395 grados por día.

## Características físicas
La magnitud absoluta de Slovenija es 13,8.